# Flix (negoci)

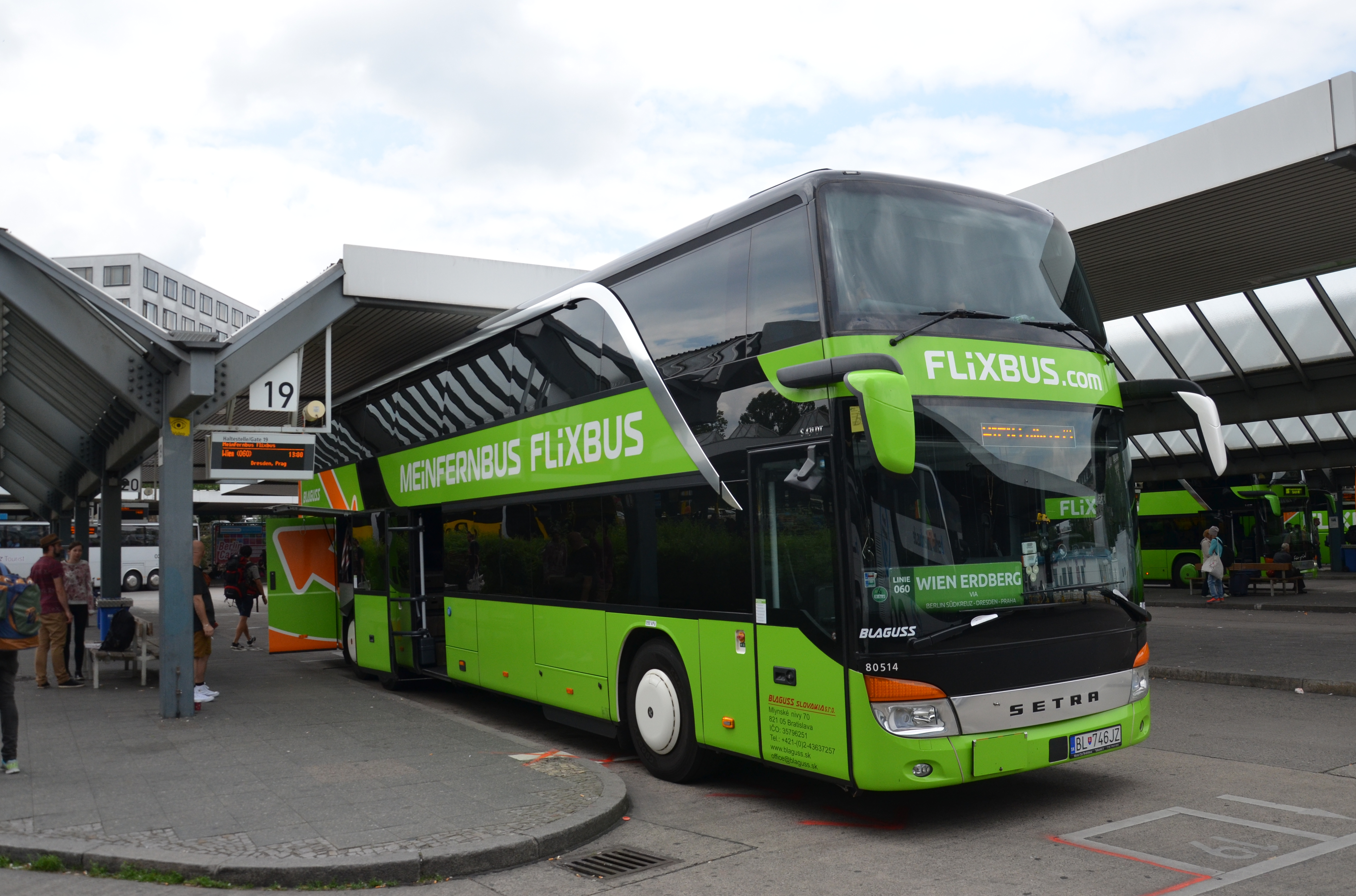
Flixbus a l'estació d'autobusos de Berlín.

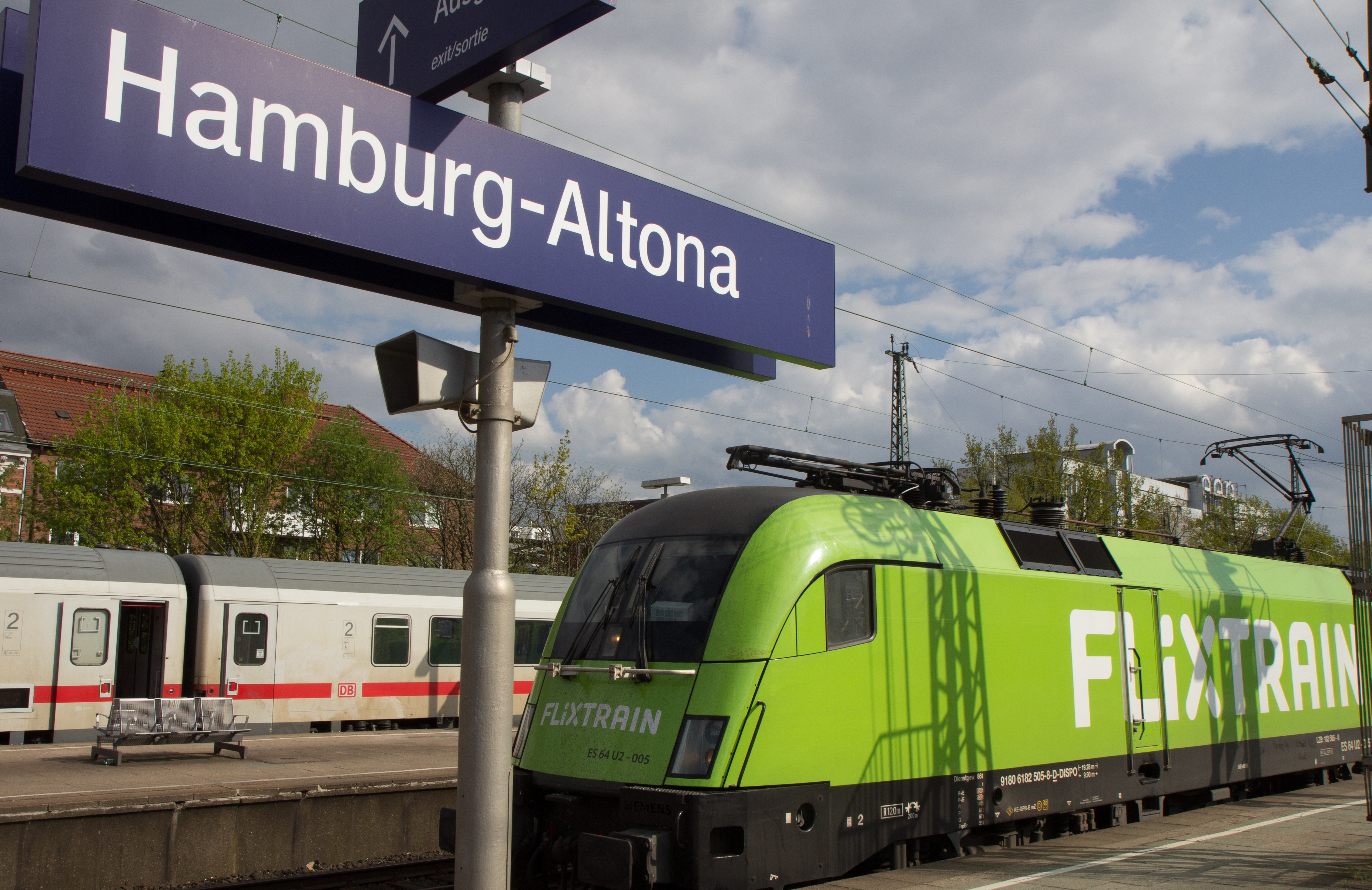
Tren Flix a l'estació d'Hamburg-Altona (abril de 2018)

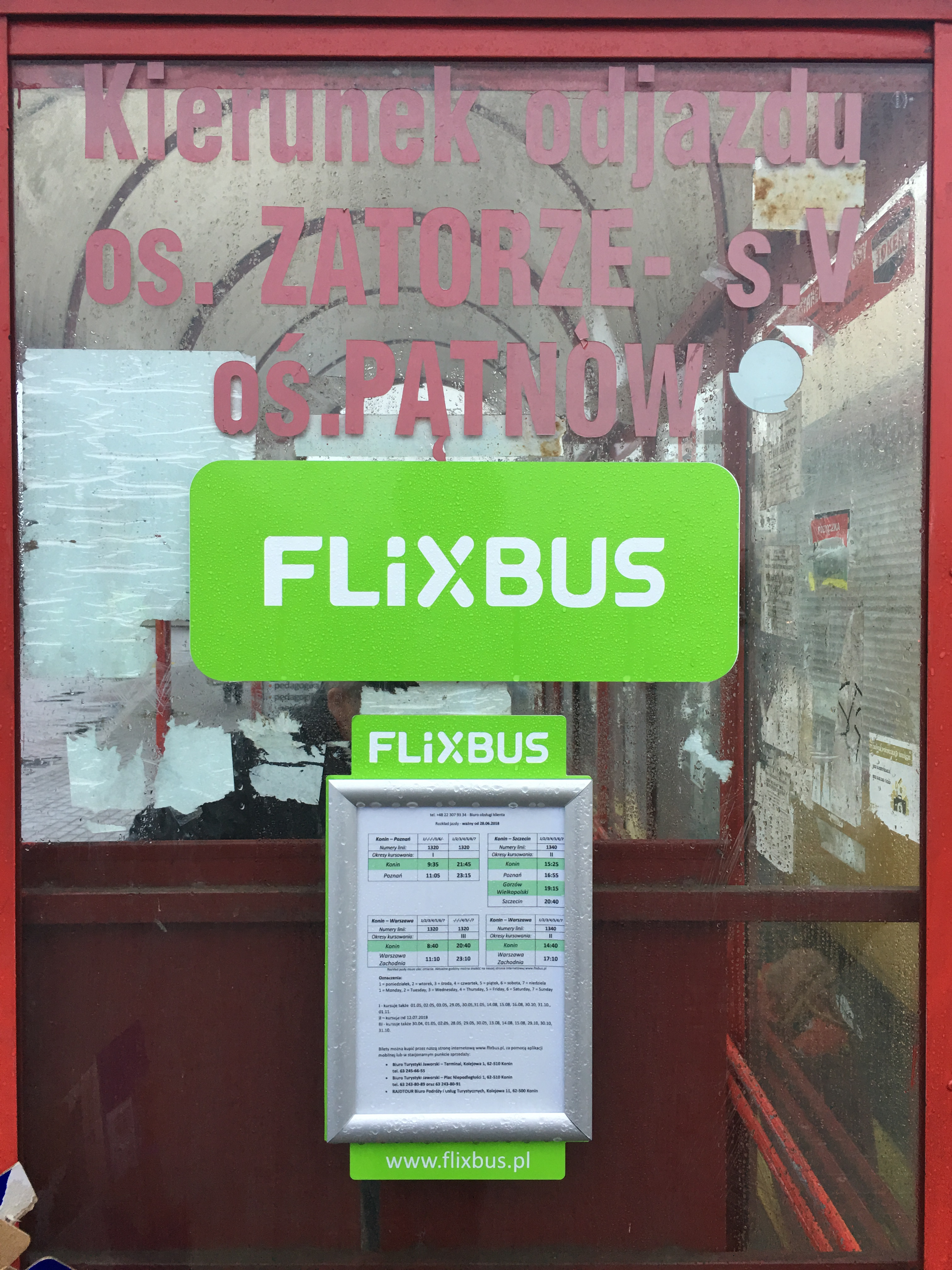
Horari de FlixBus a Konin (Polònia)

Flix SE (abans Flixmobility GmbH ), amb seu a Munic, és una empresa de transport fundada el 2012. Opera en el transport d'autobús de llarga distància amb les marques FlixBus, Greyhound Lines (als EUA) i Kâmil Koç (a Turquia). A més dels viatges en autobús, la filial FlixTrain també ofereix viatges en tren des del març de 2018.

## Història

### Creació i entrada al mercat
Amb els plans de liberalització del transport d'autobús de llarga distància a Alemanya, els estudiants Daniel Krauss, Jochen Engert i André Schwämmlein van planificar una empresa emergent per al mercat d'autobusos de llarga distància el 2009. L'empresa es va fundar el 2012 amb el nom de GoBus i van canviar-li el nom per Flixbus a principis del 2013. Flixbus va començar a operar quatre rutes diàries pel sud d'Alemanya el febrer de 2013 com a part de la liberalització del mercat d'autobusos de llarga distància i una esmena a la Llei de transport de passatgers alemanya.

### Fusions, adquisicions, consolidació i domini del mercat
El gener de 2015, Flixbus i MeinFernbus van anunciar que es fusionarien, combinarien les seves xarxes de rutes oferint rutes addicionals a l'estranger. El 2014 MeinFernbus va transportar 7,2 milions de passatgers, mentre que Flixbus en va transportar 3.5 milions. El 2015 van assolir 20 milions de passatgers a tot Europa amb MeinFernbus Flixbus. MeinFernbus Flixbus tenia una quota de mercat de 71% (mesurat en quilòmetres recorreguts) líder del mercat alemany d'autobusos de llarga distància. El març de 2016, l'empresa Flixbus va canviar el seu nom a Flixmobility, i una mica més tard es va deixar d'utilitzar la marca "MeinFernbus FlixBus", que s'utilitzava principalment a Alemanya.
El juny de 2016, la companyia va adquirir el negoci de Megabus a l'Europa continental; El novembre del mateix any, Flixbus es va fer càrrec de l'empresa rival Postbus. Això vol dir que Flixbus tenia una quota de mercat de més del 80% a Alemanya el 2016, un any més tard aquesta va augmentar fins als 90%.

#### Empreses adquirides
- 2015: Liinita, una start-up alemanya amb tecnologia per a la mobilitat grupal i l'optimització de rutes
- 2016: Megabus del Grup Stagecoach a l'Europa continental
- 2016: Autobús postal de Deutsche Post
- 2017: Hola des dels Ferrocarrils Federals Austríacs
- 2018: Swebus de Swebus Express AB (Suècia)
- 2018: Polskibus.com
- 2019: Eurolines del Grup Transdev
- 2019: Kâmil Koç (líder del mercat de viatges en autobús a Turquia) del Grup Actera.
- 2021: Greyhound Lines (líder del mercat d'autobusos de llarga distància als EUA) de FirstGroup

### Rebranding
El febrer de 2022, Flixmobility va anunciar un canvi de nom i una realineació de la gestió. FlixMobility GmbH es va convertir en una SE. El març de 2022, Flixmobility GmbH es va eliminar del registre mercantil i es va registrar Flixmobility AG. El 7 d'abril de 2022, Flixmobility AG va passar a anomenar-se Flixmobility SE. Amb l'aprovació de la Junta General Anual, l'empresa va passar a anomenar-se Flix SE el 13 d'abril de 2022. La marca paraigua Flixmobility també es va canviar a Flix.

## Crítica

Destinacions de Flixbus

### Monopoli
El 2017, Flixbus tenia una quota de mercat superior a 93% en el mercat alemany d'autobusos de llarga distància i, per tant, manté una posició de monopoli cada vegada més gran en la seva àrea d'activitat, tot i que les vendes d'adquisicions anteriors de competidors estaven per sota del llindar de declaració i, per tant, no estaven sotmeses al control de les autoritats antimonopoli. Segons els defensors dels consumidors, això podria comportar desavantatges per als consumidors, com ara l'augment dels preus o la reducció de les ofertes. L'expert en competència i membre de la Comissió de monopolis Angelika Westerwelle, en canvi, opina que la competència a través de la competència amb altres mitjans de transport continuarà i que no s'esperen efectes negatius del domini del mercat a causa de les baixes barreres d'entrada.